# Episodi di Grimm (quarta stagione)
La quarta stagione della serie televisiva Grimm, composta da 22 episodi, è stata trasmessa dal canale televisivo statunitense NBC dal 24 ottobre 2014 al 15 maggio 2015.
In Italia la stagione è stata trasmessa dall'11 febbraio all'8 luglio 2015 su Premium Action. In chiaro viene trasmessa su Italia 2.
| nº | Titolo originale              | Titolo italiano             | Prima TV USA     | Prima TV Italia  |
| -- | ----------------------------- | --------------------------- | ---------------- | ---------------- |
| 1  | Thanks for the Memories       | Grazie dei ricordi          | 24 ottobre 2014  | 11 febbraio 2015 |
| 2  | Octopus Head                  | Testa di Piovra             | 31 ottobre 2014  | 18 febbraio 2015 |
| 3  | Last Fight                    | L'ultimo viaggio            | 7 novembre 2014  | 25 febbraio 2015 |
| 4  | Dyin' on a Prayer             | Morire per una preghiera    | 14 novembre 2014 | 4 marzo 2015     |
| 5  | Cry Luison                    | Al Luison! Al Luison!       | 21 novembre 2014 | 11 marzo 2015    |
| 6  | Highway of Tears              | Strada di lacrime           | 28 novembre 2014 | 18 marzo 2015    |
| 7  | The Grimm Who Stole Christmas | Il Grimm che rubò il Natale | 5 dicembre 2014  | 25 marzo 2015    |
| 8  | Chupacabra                    | Chupacabra                  | 12 dicembre 2014 | 1º aprile 2015   |
| 9  | Wesenrein                     | Una nuova realtà            | 16 gennaio 2015  | 8 aprile 2015    |
| 10 | Tribunal                      | Tribunale                   | 23 gennaio 2015  | 15 aprile 2015   |
| 11 | Death Do Us Part              | Nessuno crede ai fantasmi   | 30 gennaio 2015  | 22 aprile 2015   |
| 12 | Maréchaussée                  | Il Cacciatore di taglie     | 6 febbraio 2015  | 1º maggio 2015   |
| 13 | Trial by Fire                 | La prova del fuoco          | 13 febbraio 2015 | 6 maggio 2015    |
| 14 | Bad Luck                      | Cattiva sorte               | 20 marzo 2015    | 13 maggio 2015   |
| 15 | Double Date                   | Doppio appuntamento         | 27 marzo 2015    | 20 maggio 2015   |
| 16 | Heartbreaker                  | Tocco fatale                | 3 aprile 2015    | 27 maggio 2015   |
| 17 | Hibernaculum                  | Ghiaccio mortale            | 10 aprile 2015   | 3 giugno 2015    |
| 18 | Mishipeshu                    | Omicidio nella riserva      | 17 aprile 2015   | 10 giugno 2015   |
| 19 | Iron Hans                     | Il passaggio                | 24 aprile 2015   | 17 giugno 2015   |
| 20 | You Don't Know Jack           | L'emulatore                 | 1º maggio 2015   | 24 giugno 2015   |
| 21 | Headache                      | Tormento                    | 8 maggio 2015    | 1º luglio 2015   |
| 22 | Cry Havoc                     | Il sentiero oscuro          | 15 maggio 2015   | 8 luglio 2015    |

## Grazie dei ricordi
- Titolo originale: Thanks for the Memories
- Diretto da: Norberto Barba
- Scritto da: Jim Kouf e David Greenwalt

### Trama
Mentre il capitano Sean Renard è in ospedale, Nick, Hank, Juliette e Trubel arrivano a casa di Nick dove informano la polizia della presenza di Trubel sulla scena del crimine e del fatto che è stata lei, per legittima difesa, a uccidere l'aggressore. 
Anche l'FBI è interessata al caso perché si scopre che l'aggressore è un loro agente che secondo i colleghi era sparito da alcune settimane. Dopo aver interrogato Trubel e aver verificato coerenza nelle sue affermazioni, uno degli agenti, anche lei un Wesen, cerca informazioni su Trubel, incuriosita dalla calma mantenuta nonostante abbia decapitato un uomo. Nel frattempo viene trovata la macchina del loro agente in cui viene ritrovata una valigia contenente un borsello con diversi passaporti e banconote di paesi diversi. Cominciano le indagini per capire per chi lavorasse, otre che per l'FBI. 
Anche Monroe e Rosalee arrivano a casa di Nick, ancora vestiti da sposi, e vengono informati di quello che Adalind ha fatto. La donna ha un'intuizione sul possibile incantesimo e si reca con il novello sposo all'erboristeria per trovare un rimedio per ridare a Nick la sua natura di Grimm.
In ospedale, mentre attendono la fine dell'intervento del capitano, Wu confessa a Hank di aver trovato a casa di Nick dei libri con dei disegni molto simili alla “cosa” che ha visto e che ancora gli fa avere degli incubi. Proprio mentre sembra che Hank stia per raccontagli tutto, vengono interrotti da un medico che li aggiorna sulla fine dell'intervento e sulle gravi condizioni del capitano Renard. Nel frattempo un nuovo Wesen arriva a Portland. È una “testa di piovra” che ruba i ricordi alle sue vittime e le lascia in uno stato di demenza. Poiché Nick non è più in grado di riconoscerlo chiede aiuto a Trubel, così dopo aver fermato un sospettato e averlo interrogato, una volta che è stato rilasciato, fuori dalla stazione di polizia Truble finge di volergli rubare la borsa cosa che lo fa arrabbiare dando alla ragazza la certezza della sua natura di Wesen.
Le condizioni del capitano ricoverato in ospedale si aggravano all'improvviso e i medici, intervenuti nella sua stanza per rianimarlo dichiarano la sua morte, osservati da una donna che assiste preoccupata in sala d'attesa lo svolgersi degli eventi.
- Novella ispiratrice:
- Creature: Gedächtnis Esser
- Guest star: Jacqueline Toboni (Trubel), Alexis Denisof (Principe Viktor), Elizabeth Rodriguez (Agente Chavez), Louise Lombard (Elizabeth Lascelles), Brian Letscher (Timothy Perkal), Philip Anthony-Rodriguez (Marcus Rispoli), Robert Blanche (Serg. Franco)
- Citazione d'apertura: "Knowledge is Power."
La conoscenza è potere.
- Ascolti USA: 5 280 000 telespettatori[2]

## Testa di Piovra
- Titolo originale: Octopus Head
- Diretto da: Terrence O'Hara
- Scritto da: Jim Kouf e David Greenwalt

### Trama
In ospedale, in seguito alla morte del capitano, la donna misteriosa che osservava preoccupata entrò in sala operatoria bloccando tutti i medici e con un serpente a due teste andò verso il capitano: una testa morse il capitano, l'altra estremità invece la donna stessa, che cadde svenuta. Il capitano intanto si rianimava e il serpente a due teste si polverizzava.
Nel frattempo Trubel stava seguendo il Wesen e dando informazioni a Nick e Hank sulla posizione, mentre Nick biasimava se stesso per essere andato a letto con Adalind e non aver riconosciuto che non era Juliette.
Nel frattempo Adalind raggiunse il castello, per cercare di ricongiungersi con la figlia da cui era stata allontanata, ma appena Victor arrivò la rinchiuse nelle segrete, dentro prigioni a prova di hexenbiest , confessandole che la bambina le era stata rapita dalla resistenza.
Mentre Trubel seguiva fino in camera il sospettato, origliando fuori dalla porta, Monroe e Rosalee cercavano una soluzione per fare tornare Nick un Grimm, arrivando alla conclusione che per rimediare a quello che era successo bisognava ripercorrere quello che aveva fatto Adalind.
In ospedale, il capitano Sean si risvegliò con la donna misteriosa al suo capezzale e la chiamò "mamma".
Al distretto, Nick e Hank scoprirono che il sospettato era una spia Wesen che rubava segreti militari; a interrompere le loro indagini fu l'agente Wesen dell'FBI che chiese di parlare in privato ufficiosamente con Nick, una scusa per metterlo alla prova per scoprire se lui fosse un Grimm, prova che non superò non avendo più i suoi poteri da Grimm. 
Nel frattempo Trubel chiamò Nick ma gli rispose Hank; lo aggiornò sul sospettato, avvisandolo che si era camuffato. Hank gli ricordò di fare attenzione perché si trattava di un Wesen molto pericoloso.
Il sergente Wu scoprì che Trubel era la sospettata colpevole di alcuni casi a cui lavoravano; quando andò da Hank per chiedere spiegazioni, lui sviò il discorso andando via con Nick, che lo avvisò che il collega stava cominciando a capire.
Nel frattempo l'agente dell'FBI, al telefono con qualcuno, gli disse che il Grimm non poteva essere Nick,ma aveva un sospetto su chi fosse: prima voleva accertarsene.
Trubel continuò a seguire il Wesen, chiamando Nick e Hank per aggiornarli sulla sua posizione; poco dopo il sospettato entrò a casa di un'altra vittima e si rese conto di essere stato seguito, così tramortì Trubel e la legò. 
I due poliziotti, non trovandola, tornarono all'albergo, l'ultima posizione del sospettato, e trovarono l'indirizzo della sua vittima; arrivando lì trovarono il Wesen in un angolo, impaurito per aver scoperto che la ragazza fosse un Grimm, la vittima a terra tramortita e Trubel che stava bene. Una volta al distretto scoprirono che in realtà altri non si trattava se non di una vera e propria spia Wesen così come sospettavano.
Chiuso il caso, i due decisero di andare a trovare il loro capitano, il quale chiese a Nick se era riuscito a bere la boccetta che gli stava portando, ma lui non l'aveva ricevuta perché si era rotta prima e adesso non è più un Grimm.
A interrompere la conversazione intervenne l'ingresso della madre del capitano, il quale infatti approfittò per presentarla.
Trubel, Nick e Juliette erano a casa a preparare la colazione e mentre Trubel usciva in bicicletta, il sergente Wu suonò a casa di Nick e con le prove in mano chiese come fosse possibile che una sospettata di duplice omicidio potesse essere ospite a casa sua e che gli fosse stata presentata come studentessa di criminologia, ma invece di ottenere una risposta Nick svenne e in preda alle convulsioni disse che non li vedeva più e che non si trovava più a casa: lui vedeva la cella in cui era rinchiusa Adalind, lei invece vedeva Wu e Juliette a casa di Nick. Nel momento in cui si riprese, Wu aiutò il collega a sedersi.
Poco dopo Trubel venne rapita mentre in bicicletta raggiungeva la roulette.
- Novella ispiratrice:
- Creature: Gedächtnis Esser
- Guest star: Jacqueline Toboni (Trubel), Alexis Denisof (Principe Viktor), Elizabeth Rodriguez (Agente Chavez), Louise Lombard (Elizabeth), Brian Letscher (Timothy Perkal), Philip Anthony-Rodriguez (Marcus Rispoli)
- Citazione d'apertura: "A Man's real possession is his memory. In nothing else is he rich, In nothing else is he poor."
"La memoria è l'unico possedimento concreto dell'uomo, perché non fa differenze fra la ricchezza e la povertà." (cit. Alexander Smith)
- Ascolti USA: 4 540 000 telespettatori[3]

## L'ultimo viaggio
- Titolo originale: Last Fight
- Diretto da: Paul Kaufman
- Scritto da: Thomas Ian Griffith

### Trama
Nick e Hank indagano in una palestra di boxe Wesen mentre Elizabeth aiuta Monroe e Rosalee a cercare un modo per ripristinare i poteri di Nick. Trubel tiene gli occhi su un giovane pugile wesen adolescente di nome Clay che è un Heftigauroch, wesen simile a un toro, e il suo allenatore di boxe wesen di nome Stan che è uno Schinderdiv, wesen simile a un facocero.
- Novella ispiratrice: Macbeth, I,4
- Creature: Heftigauroch, Schinderdiv
- Guest star: Jacqueline Toboni (Trubel), Louise Lombard (Elizabeth), Elizabeth Rodriguez (Agente Chavez), Ron Canada (Stan Kingston), LisaGay Hamilton (Signora Pittman), Arlen Escarpeta (Clay Pittman), James Martin Kelly (Abe Tucker), Danny Bruno (Bud), David Ury (Hofmann)
- Citazione d'apertura: "Stars, hide your fires; let not light see my black and deep desires."
"Stelle, celate il vostro fiammeggiare, che la luce non penetri i segreti dei neri tenebrosi miei propositi"
- Ascolti USA: 4 930 000 telespettatori[4]

## Morire per una preghiera
- Titolo originale: Dyin' on a Prayer
- Diretto da: Tawnia McKiernan
- Scritto da: Sean Calder

### Trama
Una donna, Sara Fisher e suo figlio David sono vittime di abusi dall'ex-marito Hofmann, che è un Siegbarste; quando Ben, il fratello di Sara, stanco di ciò che i suoi cari passano usa un'antica pergamena ed esegue una preghiera per aiutarli. Hofmann viene trovato morto ricoperto completamente di argilla e Nick e Hank, assieme a Truble, indagano sul caso. Durante le indagini Truble fa amicizia con David, che sembra aver visto il patrigno in woge quando si arrabbiava, e gli consiglia di non lasciare che i "cattivi vincano". Ben cerca di convincere Hank e Nick di aver ucciso l'uomo usando un golem richiamato con la sua preghiera, ma non è sufficiente per effettuare un arresto. Quando anche il fratello della vittima viene trovato morto, poco dopo che aveva minacciato i Fisher, Nick deve trovare il modo di fermarlo perché la creatura è fuori controllo. Capito che il Golem risponde solo se David è in pericolo Nick ha l'idea di inscenare un'aggressione così da far uscire la creatura e la cosa funziona soprattutto quando David, come le aveva suggerito Truble, ha il coraggio di reagire per difendere la sua nuova amica.
- Novella ispiratrice:
- Creature: Golem di argilla
- Guest star: Jacqueline Toboni (Trubel), Louise Lombard (Elizabeth), Brigid Brannagh (Sara Fisher), David Julian Hirsh (Ben Fisher), Jakob Salvati (David Fisher), David Ury (Hofmann)
- Citazione d'apertura: "Oh, remember that you fashioned me from clay! Will you then bring me down to dust?"
"Oh, ricordati che tu mi plasmasti dall'argilla. Mi farai dunque tu ritornare alla polvere?" (cit. New American Bible Revised, NABRE)[5]
- Ascolti USA: 5 010 000 telespettatori[6]

## Al Luison! Al Luison!
- Titolo originale: Cry Luison
- Diretto da: Eric Laneuville
- Scritto da: Michael Golamco

### Trama
Nick e Hank indagano su una donna sembra essere tormentata da quello che lei definisce un "Lupo" che cerca di farle del male, nel tentativo di scarpe in auto finisce per causare un incidente che uccide un ragazzo. Poiché sembra che nessuno creda che ciò che vede sia reale la donna rischia di essere rinchiusa in un istituto psichiatrico ma Nick con l'aiuto di Rosalie e Monroe scopre che il colpevole è un Wesen chiamato Luison, che poi si scopre essere il marito. Aiutato dai suoi ai quattro suoi fratelli, l'uomo ha cercato di far diventare la moglie pazza per prendere il controllo della sua azienda. 
Chiuso il caso e il gruppo fa a festeggiare a casa di Rosalie e Monroe ma la serata viene sconvolta quando davanti a casa loro viene trovato un Wolfsangel in fiamme come avvertimento dovuto al matrimonio tra Rosalie e Monroe.
- Novella ispiratrice:
- Creature: Luison
- Guest star: Jacqueline Toboni (Trubel), Alexis Denisof (Principe Viktor), Louise Lombard (Elizabeth), Julian Acosta (Gabriel Martel), Jacqueline Obradors (Ava), Lucas Near-Verbrugghe (Josh Porter), Mark Bloom (The Wolf), Danny Bruno (Bud), David Ury (Hofmann)
- Citazione d'apertura: "A liar will not be believed, even when he speaks the truth."
"Un bugiardo non verrà creduto neanche quando dice la verità" (cit. Esopo)
- Ascolti USA: 5 430 000 telespettatori[7]

## Strada di lacrime
- Titolo originale: Highway of Tears
- Diretto da: John Behring
- Scritto da: Alan DiFiore

### Trama
Nick e Hank indagano su dei casi sospetti di rapimento che si ripetono con una cadenza di tre anni. Il ritrovamento nel luogo dell'incidente di un piccolo totem in metallo permette tuttavia di ricostruire un nesso con le precedenti scene del crimine e indirizza i due detective verso i reali responsabili Wesen degli attacchi. Juliette, una volta assunte le sembianze di Adalind grazie alla pozione ricreata dalla madre del capitano Sean Renard, anch'ella un'Hexenbiest, va a letto con Nick. L'incantesimo precedentemente lanciato sul Grimm, che ne aveva inibito le capacità, viene così spezzato. I poteri del giovane detective rimarranno tuttavia momentaneamente assopiti, per manifestarsi solamente nelle battute finali dell'indagine, culminanti con l'arresto dei Wesen responsabili dei crimini. Si tratterà di alcuni esemplari di Phansigar, un tipo particolare di Skalengeck dal volto simile a quello del drago di Komodo e dotato di una lunga lingua con cui attacca le prede strangolandole, i quali compivano con le vittime dei rapimenti un rituale di sacrificio umano per la dea Kali.
- Novella ispiratrice:
- Creature: Phansigar
- Guest star: Jacqueline Toboni (Trubel), Alexis Denisof (Principe Viktor), Louise Lombard (Elizabeth), Erick Avari (JP), Toni Trucks (Vice-Sceriffo Farris), Philip Anthony-Rodriguez (Marcus Rispoli), Lucas Near-Verbrugghe (Josh Porter)
- Citazione d'apertura: "There is no mercy in you. You cut off the heads of men and women and these you were as a garland around your neck."
"Non v'è traccia di misericordia in Te. Hai tagliato le teste di uomini e donne e ne hai fatto la collana che porti al collo."
- Ascolti USA: 5 170 000 telespettatori[8]

## Il Grimm che rubò il Natale
- Titolo originale: The Grimm Who Stole Christmas
- Diretto da: John Gray
- Scritto da: Dan E. Fesman

### Trama
Nick, Hank e Trubel continuano a indagare sul gruppo che sta terrorizzando Monroe e Rosalee, meglio conosciuto come Secundum Naturae Ordinem dei Wesen. Al contempo i due detective devono fare i conti con delle creature che, nel mezzo delle festività natalizie, irrompono di notte nelle abitazioni creando scompiglio e aggredendo i residenti. Grazie alle memorie dei suoi antenati il Grimm scopre trattarsi di Kallikantzaroi: un raro caso di trasformazione subita dai bambini di razza Indole Gentile: questi, per un periodo di 12 giorni e solo nelle ore notturne, assumono tale stato, probabilmente a causa degli effetti derivanti dal solstizio d'inverno. Al termine dell'episodio Trubel decide di lasciare Portland, partendo con Josh alla volta di Philadelphia; Juliette invece, la quale ha osservato la scena della partenza dalla sua stanza, sembra essere molto preoccupata dal risultato del test di gravidanza appena concluso.
- Novella ispiratrice:
- Creature: Kallikantzaroi, Indole Gentile
- Guest star: Jacqueline Toboni (Trubel), Lucas Near-Verbrugghe (Josh Porter), Danny Bruno (Bud)
- Citazione d'apertura: "I have but to swallow this, and be for the rest of my days persecuted by a legion of goblins, all of my own creation. Humbug, I tell you; humbug!"
"Basta che io lo inghiottisca per essere perseguitato per il resto dei miei giorni da una legione di fantasmi, tutti di mia creazione. Fesserie, ti dico, fesserie!" (cit. Canto di Natale, C. Dickens)
- Ascolti USA: 4 960 000 telespettatori[9]

## Chupacabra
- Titolo originale: Chupacabra
- Diretto da: Aaron Lipstadt
- Scritto da: Brenna Kouf

### Trama
Un medico tornato da un viaggio in Sud America mostra segni di malattia che si ripercuotono sulla sua natura Wesen portandolo a tramutarsi nel Chupacabra; intanto questi strani casi stanno provando sempre più pressione a Wu che non capisce se ciò che ha visto è reale o sta impazzendo. Quando credo di essere del tutto impazzito Wu crea scompiglio in un bar; Hank e Nick lo fanno uscire decisi a dirgli tutta la verità. Intanto Monroe e Rosalie si preparano a partire per la luna di miele ma Monroe viene rapito dal Secundum Naturae Ordinem Wesen.
- Novella ispiratrice:
- Creature: Waeldreor, Coyotl
- Guest star: Alexis Denisof (Principe Viktor), Max Arciniega (Diego Hoyos), Alyssa Diaz (Belem Hoyos), Will Rothhaar (Agente Jesse Acker), Bernhard Forcher (Hans Tavitian), Philip Anthony-Rodriguez (Marcus Rispoli), Robert Blanche (Serg. Franco)
- Citazione d'apertura: "Cuide su rebaño, nunca deje su lado. Cuide su sangre, el Chupacabra tiene hambre."
"Prenditi cura del tuo gregge, e non lasciare che si allontani. Prenditi cura della tua famiglia. Il chupacabra ha fame."
- Ascolti USA: 5 070 000 telespettatori[10]

## Una nuova realtà
- Titolo originale: Wesenrein
- Diretto da: Hanelle Culpepper
- Scritto da: Thomas Ian Griffith

### Trama
Wu viene portato da Hank e Nick alla roulotte dove gli dicono tutta la verità su ciò che ha visto dimostrandogli che non è pazzo; nel frattempo Rosalie chiama Nick informandolo che Monroe è stato rapito. Partono le ricerche per capire chi lo abbia sequestrato e come siano venuti a sapere del suo matrimonio poiché uno dei sospettati (minacciato da Truble tempo prima) che si rivela essere legato all'ordine sembra essere collegato con un agente di polizia del distretto: Jesse Acker. In tutta questa storia Juliette cerca di adattarsi alla sua nuova identità di Hexenbiest.
- Novella ispiratrice:
- Creature: Blutbaden
- Guest star: Alexis Denisof (Viktor), Brandon Quinn (Charlie Riken), Will Rothhaar (Agente Jesse Acker), Nick Krause (Jonah Riken), Ted Rooney (James Addison), Robert Blanche (Serg. Franco)
- Citazione d'apertura: "He had them brought before the court, and a judgment was handed down."
"Li condusse in tribunale e la sentenza venne emessa."
- Ascolti USA: 4 620 000 telespettatori[11]

## Tribunale
- Titolo originale: Tribunal
- Diretto da: Peter Werner
- Scritto da: Jim Kouf e David Greenwalt

### Trama
Monroe viene torturato del tribunale che intende giustiziarlo una volta "esaminato il caso", viene anche portato come testimone Bud che viene obbligato a testimoniare. Intanto al distretto Wu ottiene la conferma che Jesse Acker è coinvolto nel rapimento di Monroe ma nemmeno le minacce del capitano Renard e di Nick lo fanno cedere; solo quando scoprono che la sorella di Jesse, che era presente al matrimonio, riescono a far leva sul suo legame fraterno e a fargli rivelare la posizione del tribunale.
Ben armati il gruppo si presenta proprio nel momento in cui Monroe e Bud stanno per essere uccisi e riescono a salvarli, Monroe e Rosalie si prendono la loro vendetta sul "Gran Maestro" uccidendolo personalmente. Finito l'incubo Monroe e Rosalie vengono accompagnati da Nick e Hank all'aeroporto da una pattuglia di polizia per essere certi che arrivino sani e salvi, mentre Wu si chiude nella roulotte dove inizia a studiare tutti i libri sui Wesen.
- Novella ispiratrice:
- Creature: Blutbaden
- Guest star: Will Rothhaar (Agente Jesse Acker), Brandon Quinn (Charlie Riken), Nick Krause (Jonah Riken), Danny Bruno (Bud), Ted Rooney (James Addison)
- Citazione d'apertura: "May the God of Vengeance now yield me His place to punish the wicked."
"Che il Dio vendicatore mi ceda il suo posto per punire i malvagi." (cit. A.Dumas (padre))
- Ascolti USA: 5 020 000 telespettatori[12]

## Nessuno crede ai fantasmi
- Titolo originale: Death Do Not Us Part
- Diretto da: Constantine Makris
- Scritto da: Jeff Miller

### Trama
Tre ragazzi, curatori di una web serie sui fantasmi, entrano nottetempo in una casa disabitata della quale vi è la diceria che sia frequentata dal fantasma del passato proprietario. Durante la perlustrazione uno dei ragazzi rimane folgorato e le indagini si orientano proprio sui precedenti locatari. Juliette intanto, sconcertata dagli effetti collaterali dell'incantesimo a cui si è sottoposta per far tornare Nick un Grimm, chiede aiuto a Renard che la indirizza da Henrietta, un'amica Hexenbiest. Wu si integra pienamente con la nuova consapevolezza del mondo Wesen contribuendo con le proprie ricerche alla risoluzione dei casi.
- Novella ispiratrice:
- Creatura: Matança Zumbido
- Guest star: Garcelle Beauvais (Henrietta), Derek Phillips (Stetson Donovan), Rebecca Wisocky (Lily Hinkley), Shaun Brown (Paul)
- Citazione d'apertura: "He felt now that he was not simply close to her, but that he did not know where he ended and she began."
"Capì, che non solo ella gli era vicina, ma che ora non sapeva più dove finiva lei e dove cominciava lui." (cit. Anna Karenina, Tolstoj)
- Ascolti USA: 4 850 000 telespettatori[13]

## Il Cacciatore di taglie
- Titolo originale: Maréchaussée
- Diretto da: Eric Laneuville
- Scritto da: Jim Kouf e David Greenwalt

### Trama
Una coppia di chiromanti che sfrutta la natura Wesen di uno di essi per turlupinare i clienti viene uccisa. L'assassino è un cacciatore di taglie che svolge la propria professione giustiziando i Wesen contravvenenti alle norma del Consiglio Wesen. A seguito di un secondo omicidio, l'individuo viene in un primo tempo arrestato ma, ragguagliato anche su una taglia pendente su Nick, cela la propria identità nonostante le evidenze e riuscendo a evadere dalla custodia preventiva penetra in casa di Juliette per costringere Nick a raggiungerlo al fine di ucciderlo. Juliette riesce però a sopraffare l'individuo sfruttando le abilità di Hexenbiest recentemente acquisite durante incantesimo a cui si era sottoposta. Juliette, nel frattempo, aveva chiesto aiuto alla Hexenbiest Henrietta per cercare di scoprire se esista un rimedio per la sua nuova situazione, ma Henrietta le annuncia che non c'è nulla che si possa fare: Juliette ora è una Hexenbiest, per giunta molto potente, e l'unica cosa che può fare è accettare la cosa, scatenando la rabbia della donna. Nel frattempo Monroe e Rosalee rientrano dalla luna di miele e Renard constata che a Portland giungono suo cugino, il principe Victor, il capo del Verrat Ruspoli, e Adalind.
- Novella ispiratrice:
- Creature: Manticora, Coyotl
- Guest star: Arnold Vosloo (Jonathon Wilde), Garcelle Beauvais (Henrietta), Alexis Denisof (Principe Viktor), Philip Anthony-Rodriguez (Marcus Rispoli)
- Citazione d'apertura: "Everyone sees what you appear to be, few experience what you really are."
"Ognun vede quel che tu pari, pochi sentono quel che tu sei." (cit. Niccolò Machiavelli)[14]
- Ascolti USA: 4 670 000 telespettatori[15]

## La prova del fuoco
- Titolo originale: Trial by Fire
- Diretto da: Norberto Barba
- Scritto da: Sean Calder

### Trama
In un incendio doloso anomalo perdono la vita due ragazzi. I detective vengono aiutati nelle indagini da Monroe e da un ex sergente dell'unità incendi dolosi, i quali riusciranno a porre da parte il loro conflittuale antagonismo Blutbad-Bauerschwein che da sempre coinvolge le due razze Wesen. Nel frattempo Adalind, il principe Victor cugino di Renard e il capo del Verrat Ruspoli giungono a Portland per convincere Renard a rintracciare e consegnare loro la figlia Diana, in fuga con la madre di Nick. Adalind, furiosa per l'inganno con cui le avevano sottratto la neonata figlia, si reca a casa di Juliette con l'intento di costringerla a farsi seguire ma in uno scontro fisico con la neo Hexenbiest ha la peggio. Al rientro a casa di Nick, Juliette non può evitare di mostrare a costui gli "effetti collaterali" dell'ultimo incantesimo a cui si era sottoposta per fare recuperare i poteri a Nick : Juliette è diventata una Hexenbiest.
- Novella ispiratrice:
- Creature: Excandesco
- Guest star: Daniel Roebuck (Peter Orson), Alexis Denisof (principe Viktor), Gideon Emery (Damien Barso), Hank Harris (Andy Harrison), Philip Anthony-Rodriguez (Marcus Rispoli)
- Citazione d'apertura: "And glory like the phoenix midst her fires, Exhales her odours, blazes, and expires."
"E la gloria simile alla fenice sul suo rogo di fiamme spande i suoi profumi, spande un istante e spira."
- Ascolti USA: 4 860 000 telespettatori[16]

## Cattiva sorte
- Titolo originale: Bad Luck
- Diretto da: Terrence O'Hara
- Scritto da: Thomas Ian Griffith

### Trama
Un ragazzo muore a seguito dell'amputazione di un piede procuratogli da un malvivente. Le indagini ruotano così intorno a un'antica credenza secondo la quale un piede amputato di un particolare Wesen, il Willahara, porta fortuna e se viene posto sotto il letto aiuta all'atto del concepimento. Alle indagini si uniscono anche Monroe e Rosalee che si fingono una coppia con problemi di fertilità al fine di rintracciare il mediatore di questa deprecabile pratica. I rapporti tra Nick e Juliette nel frattempo si deteriorano e lei matura un crescente risentimento. Anche lui si reca da Henrietta, sperando di poter risolvere la situazione, ma l'antica Henxenbiest è chiara: il cambiamento di Juliette è definitivo e permanente, consigliando al Grimm di tenere le distanze da lei, intanto che ella cerca di accettare la propria situazione. Dopo che Nick se ne è andato, anche Adalin si presenta da Henrietta, alla quale imputa l'aver agevolato le nuove capacità di Juliette, ma oltre a scoprire che non è così è informata da costei che aspetta un altro figlio e, con grande stupore deduce può essere solo figlio di Nick. concepito quando tramò per fare perdere a costui i poteri di Grimm.
- Novella ispiratrice:
- Creature: Willahara, Vulpesmyrca
- Guest star: Garcelle Beauvais (Henrietta), Romy Rosemont (Beverly Bennett), Richard Brake (cacciatore), Jenessa Grant (Chloe Bennett)
- Citazione d'apertura: "No one is so thoroughly superstitious as the godless man."
"Nessuno è più superstizioso dell'uomo senza Dio."
- Ascolti USA: 4 780 000 telespettatori[17]

## Doppio appuntamento
- Titolo originale: Double Date
- Diretto da: Karen Gaviola
- Scritto da: Brenna Kouf

### Trama
Una truffa operata da una giovane coppia ai danni di turisti avventori finisce in tragedia e la polizia indaga. Il colpevole si rivela essere un Hunta Lami Muuaji, una specie di Wesen lombrico che ha la capacità di cambiare sesso quando fa il woge; non potendolo arrestare quando è donna Rosalee prepara una pozione che Nick gli somministra quando torna a essere maschio così da bloccare il processo di trasformazione.
Mentre Juliette si isola sempre più a causa del suo recente problema, Renard cerca di capire il motivo di incubi ricorrenti e strani suoi comportamenti che parrebbero legati agli istanti in cui si trovò sospeso tra la vita e la morte a seguito del tentativo di ucciderlo.
- Novella ispiratrice:
- Creature: Huntha Lami Muuaji
- Guest star: Mark Famiglietti (Linus Balouzian), Briana Lane (Stacy Balouzian), Alexis Denisof (principe Viktor)
- Citazione d'apertura: "One could have called that shape a woman or a boy: for it seemed neither and seemed both."
"Avrebbe potuto chiamare quella forma una donna o un ragazzo: perché non sembra nessuno dei due e sembra entrambi."
- Ascolti USA: 4 930 000 telespettatori[18]

## Tocco fatale
- Titolo originale: Heartbreaker
- Diretto da: Rob Bailey
- Scritto da: Dan E. Fesman

### Trama
Le indagini della polizia di Portland riguardano un giovane ciclista amatoriale il cui corpo viene rinvenuto in un dirupo, deceduto a causa di una forte reazione allergica. Nick intanto svela a Hank che Juliette è divenuta una Hexenbiest mentre Renard, informato che il principe Victor a capo delle operazioni per ritrovare Diana, la propria figlia, viene sostituito, prende tempo sviando le ricerche della famiglia reale. Jiuliette, molto risentita dalle ultime vicende lascia la casa di Nick e si fa ospitare da Renard che nel frattempo fa suo malgrado la conoscenza del principe Kenneth, l'uomo che ora dirige le operazioni di ricerca di Diana e della madre di Nick che ha in custodia la bambina.
- Novella ispiratrice:
- Creature: Folterseele
- Guest star: Leah Renee (Bella Turner), Nico Evers-Swindell (Kenneth), Philip Anthony-Rodriguez (Marcus Rispoli)
- Citazione d'apertura: "How the silly frog does talk! He can be no companion to any human being."
"Cosa va blaterando questo stupido ranocchio! Non può essere il compagno di una creatura umana."
- Ascolti USA: 4 510 000 telespettatori[19]

## Ghiaccio mortale
- Titolo originale: Hibernaculum
- Diretto da: John Behring
- Scritto da: Michael Golamco

### Trama
Una donna viene rinvenuta congelata e le indagini portano a tre fratelli che, causa la loro natura Wesen, per vivere necessitano di calore umano che succhiano alle vittime congelandole. Il risentimento di Juliette intanto raggiunge il suo apice quando ella si reca al negozio di spezie per chiedere aiuto a Rosalee e Monroe e qui vi trova Nick e Hank; Juliette incolpa così tutti quanti di ciò che le è successo di recente.
- Novella ispiratrice:
- Creature: Varme TYV
- Guest star: Nico Evers-Swindell (Kenneth), Philip Anthony-Rodriguez (Marcus Rispoli), Matt Keeslar (Sven Gunderson)
- Citazione d'apertura: "Ah! It was colder than ice; it penetrated to his very heart."
"Ah, esso era più freddo del ghiaccio! Se lo sentì penetrare fino al cuore."
- Ascolti USA: 4 760 000 telespettatori[20]

## Omicidio nella riserva
- Titolo originale: Mishipeshu
- Diretto da: Omar Madha
- Scritto da: Alan DiFiore

### Trama
Nick e Hank si recano all'interno di una riserva indiana per indagare su un antico spirito vendicativo che si è impossessato del corpo di Simon George delle persone: il Mishipeshu. Durante le indagini Hank rincontra la Vice Sceriffo Janelle Farris con cui arrivano alla scoperta che gli omicidi dello spirito sono legati a un crimine d'odio di cui il ragazzo posseduto, aveva assistito da bambino; gli uomini uccisi non avevano mai pagato per ciò che avevano fatto così il ragazzo aveva invocato lo spirito per avere vendetta. 
Nel frattempo, il comportamento irregolare di Juliette la porta in una brutta situazione quando in un bar usa i suoi poteri per far del male a un cliente; la sua azione la porta a finire in cella e mentre è dentro la sua rabbia e il suo risentimento crescono.
- Novella ispiratrice:
- Creature: Mishipeshu
- Guest star: Toni Trucks (Vice Sceriffo Janelle Farris), Gregory Cruz (Hector) Booboo Stewart (Simon George)
- Citazione d'apertura: "The Spirit you seek in the water is only a reflection of yourself."
"Lo Spirito che cerchi nell'acqua è solo un riflesso di te stesso."
- Ascolti USA: 4 540 000 telespettatori[21]

## Il passaggio
- Titolo originale: Iron Hans
- Diretto da: Batán Silva
- Scritto da: Jim Kouf e David Greenwalt

### Trama
Il ritrovamento del corpo di un uomo trucidato sembra essere collegato a un campo estivo per giovani ragazzi che vengono iniziati alla loro natura Wesen dai propri genitori. Gli incubi e i comportamenti inconsci di Renard intanto si fanno sempre più inquieti e frequenti. Il principe Kenneth nel contempo, cerca di approfittare delle reazioni improprie di Juliette stimolandole ancora più rancore verso Nick al fine di riuscire in ogni modo a rintracciare Diana, la figlia di Renard e Adalind. Kenneth svela a Jiuliette che il bambino che Adalind aspetta è proprio di Nick e Juliette, ottenebrata dal risentimento incendia la roulotte ereditata da Nick dalla zia Marie che conteneva secoli di documentazioni sul mondo Wesen, armi antiche, rimedi officinali e pozioni di ogni sorta.
- Novella ispiratrice:
- Creature: Lowen, Blutbaden
- Guest star: Jeff Fahey (Elder Bowden), Nico Evers-Swindell (Kenneth), Hillary Tuck (Maggie Bowden), Robert Blanche (Serg. Franco)
- Citazione d'apertura: "He had killed man, the noblest game of all, and he had killed in the face of the law of club and fang."
"Egli aveva ucciso l'uomo, il gioco più nobile di tutti, e l'aveva ucciso di fronte alla legge del bastone e della zanna."
- Ascolti USA: 4 660 000 telespettatori[22]

## L'emulatore
- Titolo originale: You Don't Know Jack
- Diretto da: Terrence O'Hara
- Scritto da: Sean Calder e Michael Golamco

### Trama
Mentre i nostri amici recuperano il materiale scampato alle fiamme della roulotte bruciata da Juliette, quest'ultima viene convinta dal principe Kenneth a contattare la madre di Nick con un pretesto, affinché torni a Portland con Diana. Nick conviene sul fatto di proteggere Adalind dall'ira di Juliette e la fa ospitare da Bud, il tuttofare Wesen eisbiber. Nel frattempo le indagini della polizia vertono sul caso di una prostituta Wesen, uccisa con una metodologia riconducibile al modus operandi di Jack lo squartatore e indagini successive a seguito della morte di un'altra prostituta e grazie alla documentazione storica Wesen preservata dall'incendio e portata al negozio di spezie, Nick e Hank arrivano alla conclusione che l'omicida sia effettivamente Jack o meglio, un individuo posseduto dallo spirito del criminale seriale. Così mentre Adalind e Rosalee approntano una pozione in grado di inibire il lato Hexenbiest di Juliette, Nick convince quest'ultima, apparentemente, a prendere tale pozione. Ma Juliette, giunta al negozio di spezie si beffa del gruppo e, distruggendo il preparato che dovrebbe aiutarla, con un gesto eclatante convince il gruppo che non rinuncerà al percorso ormai intrapreso: con i poteri da Hexebiest costringe Nick contro la sua volontà a puntare la propria arma verso Monroe e a sparare.
- Novella ispiratrice:
- Creature:
- Guest star: Nico Evers-Swindell (Kenneth), Garcelle Beauvais (Henrietta), Danny Bruno (Bud)
- Citazione d'apertura: "Catch me when you can..."
"Acchiappami se ci riesci..."
- Ascolti USA: 4 220 000 telespettatori[23]

## Tormento
- Titolo originale: Headache
- Diretto da: Jim Kouf
- Scritto da: Jim Kouf e David Greenwalt

### Trama
Hank getta a terra Monroe un attimo prima che Nick, costretto dalla magia nera di Juliette, gli spari. Juliette, beffarda, se ne va. Nick viene avvisato dell'omicidio di Henriette e sulla scena del crimine nota il comportamento nervoso del capitano Renard. Nick fa quindi accompagnare Renard a casa e lo fa tenere sotto sorveglianza continua. Parlandone con Adalind, giungono alla conclusione che Renard, nel breve periodo in cui era morto era stato toccato da un demone che Renard poi ha portato con sé quando venne resuscitato dalla madre. Adalind aggiunge che l'unico modo per liberare Renard dalla possessione è ucciderlo. Nick, Rosalee e Monroe decidono quindi di far bere a Renard una pozione che gli causi a sua insaputa uno stato di morte apparente. Mentre preparano la pozione, Renard viene posseduto ancora dal demone e, preso prigioniero l'agente Wu che lo stava sorvegliando, tenta di uccidere davanti ai suoi occhi un'altra prostituta. Nick e Hunk però riescono ad arrivare in tempo per arrestare Renard e portarlo nel negozio di Rosalee. Renard beve la pozione, ma il demone sembra prendere il sopravvento. A quel punto Nick, Hunk e Wu sparano una raffica di proiettili a Renard, che cade a terra apparentemente morto (i proiettili in realtà erano in gomma) e si libera finalmente dell'entità demoniaca. Rosalee quindi rianima Renard con un antidoto. Intanto, Juliette e l'inviato dei Reali preparano la trappola per la madre di Nick; mentre sono appostati in attesa del suo arrivo, vedono una persona misteriosa aggirarsi intorno alla casa di Nick e ispezionare rapidamente il posto per poi andarsene. Uno degli hundjaeger insegue la persona misteriosa ma viene decapitato. La persona misteriosa è Trubel, che era tornata a Portland per vedere Nick; allarmata dalla situazione, Trubel corre da Monroe per avvisare Nick che sta succedendo qualcosa di anomalo. Mentre Nick e gli altri si precipitano alla casa, arriva la madre di Nick con la figlia di Adalind. Scatta la trappola dei Reali: Juliette, dal piano superiore, sente i rumori di una violenta lotta e poi il pianto della bambina. Quando scende, trova la casa vuota e la bimba seduta sul pavimento, la prende in braccio e raggiunge gli uomini dei Reali. Nick, Hank e Trouble, arrivati in casa, ispezionano la scena e notano una scatola di cartone sul pavimento da cui esce del sangue. Nick apre la scatola e scopre con orrore e disperazione che contiene la testa mozzata della propria madre.
- Novella ispiratrice:
- Creature:
- Guest star: Nico Evers-Swindell (Kenneth), Jacqueline Toboni (Trubel), Philip Anthony-Rodriguez (Marcus Rispoli), Garcelle Beauvais (Henrietta), Danny Bruno (Bud), Robert Blanche (Serg. Franco)
- Citazione d'apertura: "Stronger than lover's love is lover's hate. Incurable, in each, the wounds they make."
"Più forte dell'amore degli amanti è il loro odio. Incurabili, le ferite che si provocano l'un l'altro."
- Ascolti USA: 4 210 000 telespettatori[24]

## Il sentiero oscuro
- Titolo originale: Cry Havoc
- Diretto da: Norberto Barba
- Scritto da: Thomas Ian Griffith

### Trama
Dopo la scioccante scoperta su sua madre, Nick è determinato a vendicarsi con l'aiuto di Trubel di chi ha ucciso sua madre. Usando la testa di uno degli scagnozzi di Kenneth, ucciso da Truble, Nick con l'aiuto di Adalind ottiene un mandato d'arresto per il principe Kenneth; nel frattempo le scelte di Juliette la portano a sprofondare sempre di più in un baratro di malvagità: il Re. felice di aver finalmente incontrato Diana intende ricompensare Juliette facendola venire a Vienna per iniziare una nuova vita.
Kenneth tornato in albergo viene arrestato e caricato nell'auto pattuglia di Wu che invece di portarlo in prigione lo lascia in un magazzino dove ad attenderlo c'è Nick che dopo uno scontro lo uccide. Usando il cellulare del reale Nick rintraccia il luogo dove sono Juliette e Diana e assieme a Trubel, Monroe e Hank attaccano la tenuta uccidendo tutti gli agenti del Verrat, ma il re e Diana salgono su un elicottero scappando e anche Juliette scompare; tuttavia sull'elicottero il Re viene spinto fuori bordo dal pilota che si rivela essere Meisner che porta Diana al sicuro.
Intanto al distretto le indagini su chi fosse l'assassino delle prostituite, con l'FBI che vuole approfondire la cosa; su suggerimento di Hank il capitano Renard posiziona la prova per incastralo sul corpo senza vita di Kenneth così che venga ritenuto il vero responsabile.
Tornato a casa Nick vi trova Juliette, che cerca di giustificare la morte di Kelly; Nick vorrebbe strozzarla ma non ci riesce e Juliette ne approfitta per cercare di ucciderlo ma viene trafitta da Trubel con le frecce della balestra. Mentre Nick si accascia al corpo morente di Juliette fuori casa una squadra comandata da l'agente dell'FBI Chavez si prepara a irrompere in casa.
- Novella ispiratrice:
- Creature:
- Guest star: Nico Evers-Swindell (Kenneth), Jacqueline Toboni (Trubel), Elizabeth Rodriguez (Agente Chavez), Philip Anthony-Rodriguez (Marcus Rispoli), Damien Puckler (Meisner), Danny Bruno (Bud)
- Citazione d'apertura: "O, from this time forth, my thoughts be bloody or be nothing worth."
"Ah, d'ora innanzi sian sol di sangue i miei pensieri o non sian pensieri degni."
- Ascolti USA: 4 740 000 telespettatori[25]